# 末広町 (沼津市)
末広町（すえひろちょう）は、静岡県沼津市に存在する町丁である。丁番を持たない単独町名である。

## 地理
末広町は、沼津市の中心である沼津駅南口から南西方向に向かった場所に位置する。同市の第一地区に含まれる町丁である。周辺は北で八幡町、東で大門町、南東で東宮後町、南で幸町、西で市道町、北西で真砂町と同市の他の町丁と接している
。

## 世帯数と人口
2018年（平成30年）4月1日現在の世帯数と人口は以下の通りである。
| 町丁   | 世帯数  | 人口  |
| ------ | ------- | ----- |
| 末広町 | 277世帯 | 611人 |

## 小・中学校の学区
市立小・中学校に通う場合、学区は以下の通りとなる。
| 番・番地等 | 小学校             | 中学校             |
| ---------- | ------------------ | ------------------ |
| 全域       | 沼津市立第一小学校 | 沼津市立第一中学校 |

## 交通
- バス路線では、主に沼津駅発着の伊豆箱根バスや東海バスオレンジシャトルなどの一部が、当町の東側沿い（大門町などとの境沿い）の道路を経由している。
- 道路については国道や静岡県道は当町内には通っていない（当町外の近くを通る県道としては静岡県道160号千本城内線や静岡県道163号東柏原沼津線など）が、特に160号や163号などの各県道へ連絡する一般道路として、当町内の中心を貫いている。
- 鉄道路線は、最寄りであるJR東海の沼津駅（東海道本線、御殿場線）までは当町からやや北東方向へ進むと辿りつくが、上記のいずれかのバスを利用して向かうこともできる。

## 周辺
- 真楽寺
- 末廣神社
- 日本キリスト教団沼津教会
- 沼津朝日新聞本社

## その他

### 日本郵便
- 郵便番号 : 410-0888[3]（集配局：沼津郵便局[7]）。

### 警察
町内の警察の管轄区域は以下の通りである。
| 番・番地等 | 警察署     | 交番・駐在所 |
| ---------- | ---------- | ------------ |
| 全域       | 沼津警察署 | 本町交番     |